# サウサンプトン男爵
サウサンプトン男爵（英: Baron Southampton）は、グレートブリテン貴族の男爵位。
グラフトン公爵フィッツロイ家の分流であるチャールズ・フィッツロイが1780年に叙されたのに始まる。

## 歴史

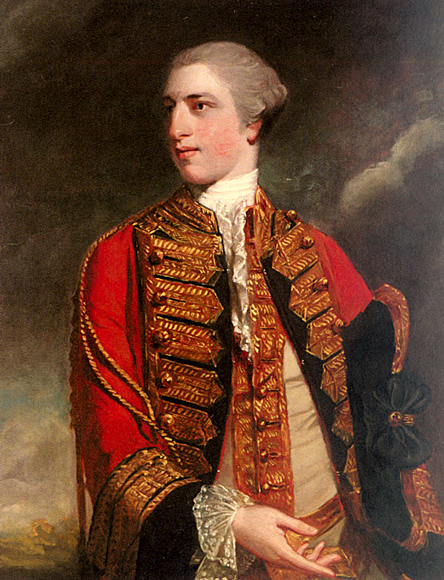
初代男爵チャールズ・フィッツロイ

初代サウサンプトン男爵に叙されるチャールズ・フィッツロイ(1737–1797)は、第2代グラフトン公爵チャールズ・フィッツロイ(1683–1757)の三男オーガスタス・フィッツロイ卿(1716–1741)の三男であり、第3代グラフトン公爵オーガスタス・フィッツロイの弟にあたる。彼は陸軍軍人や庶民院議員を務めた後、1780年10月17日にグレートブリテン貴族ハンプシャー州におけるサウサンプトンのサウサンプトン男爵（Baron Southampton, of Southampton in the County of Hampshire）に叙せられた。サウサンプトンの爵位名はグラフトン公爵家の姉妹家であるクリーヴランド公爵家がサウサンプトン公爵位とサウサンプトン伯爵位を併せ持っていたことに由来する。
3代サウサンプトン男爵チャールズ・フィッツロイ(1804–1872)の次男エドワード・フィッツロイ(1869-1943)は、1928年から1943年にかけて庶民院議長を務めており、その妻ミュリエル・フィッツロイ(1869-1962)は夫の死後に初代ダヴェントリー女子爵に叙されている（以降エドワードとミュリエルの直系男系男子によって継承されて現存。）。
一方サウサンプトン男爵位は3代サウサンプトン男爵の長男チャールズ・フィッツロイ(1867–1958)(4代男爵)に継承され、親から子への直系で2016年現在まで継承され続けている。
その子にあたる5代男爵チャールズ(1904-1989)は、貴族法制定の翌年に爵位一代放棄を行っている。
現在の当主は、その孫にあたる7代サウサンプトン男爵エドワード・フィッツロイ(1955-)である。

一族の邸宅は、デヴォン州チャグフォード近郊のストーンクロス・ハウス。

## サウサンプトン男爵 (1780年)
- 初代サウサンプトン男爵チャールズ・フィッツロイ（英語版） (1737–1797)
- 2代サウサンプトン男爵ジョージ・ファーディナンド・フィッツロイ (1761–1810)
- 3代サウサンプトン男爵チャールズ・フィッツロイ（英語版） (1804–1872)
- 4代サウサンプトン男爵チャールズ・ヘンリー・フィッツロイ (1867–1958)
- 5代サウサンプトン男爵チャールズ・フィッツロイ (1904–1989) (1964年に爵位一代放棄)
- 6代サウサンプトン男爵チャールズ・ジェイムズ・フィッツロイ (1928–2015)
- 7代サウサンプトン男爵エドワード・チャールズ・フィッツロイ (1955-)
  - 法定推定相続人は現当主の息子チャールズ・エドワード・ミレット・フィッツロイ(1983-)[10]

## 系図
|                                                            |                                                            |                                                            |                                                            |                                                            |                                                            |                                                                                                   |                                                                                                   | 1670年クリーブランド公爵 1670年サウサンプトン伯爵                                                 |                                                                                                   |                                                                                                   |                                                                                                   |                                                                            |                                                                            |  |  |                                                               |                                                               |                                                               |                                                               |                                                               |                                                               |  |  |  |  |
| イングランド国王 チャールズ2世 (1630-1685)                 | イングランド国王 チャールズ2世 (1630-1685)                 | イングランド国王 チャールズ2世 (1630-1685)                 | イングランド国王 チャールズ2世 (1630-1685)                 | イングランド国王 チャールズ2世 (1630-1685)                 | イングランド国王 チャールズ2世 (1630-1685)                 |                                                                                                   |                                                                                                   | 初代クリーブランド女公 初代サウサンプトン伯 バーバラ・パーマー (1641-1709)                        | 初代クリーブランド女公 初代サウサンプトン伯 バーバラ・パーマー (1641-1709)                        | 初代クリーブランド女公 初代サウサンプトン伯 バーバラ・パーマー (1641-1709)                        | 初代クリーブランド女公 初代サウサンプトン伯 バーバラ・パーマー (1641-1709)                        | 初代クリーブランド女公 初代サウサンプトン伯 バーバラ・パーマー (1641-1709) | 初代クリーブランド女公 初代サウサンプトン伯 バーバラ・パーマー (1641-1709) |  |  |                                                               |                                                               |                                                               |                                                               |                                                               |                                                               |  |  |  |  |
| イングランド国王 チャールズ2世 (1630-1685)                 | イングランド国王 チャールズ2世 (1630-1685)                 | イングランド国王 チャールズ2世 (1630-1685)                 | イングランド国王 チャールズ2世 (1630-1685)                 | イングランド国王 チャールズ2世 (1630-1685)                 | イングランド国王 チャールズ2世 (1630-1685)                 |                                                                                                   |                                                                                                   | 初代クリーブランド女公 初代サウサンプトン伯 バーバラ・パーマー (1641-1709)                        | 初代クリーブランド女公 初代サウサンプトン伯 バーバラ・パーマー (1641-1709)                        | 初代クリーブランド女公 初代サウサンプトン伯 バーバラ・パーマー (1641-1709)                        | 初代クリーブランド女公 初代サウサンプトン伯 バーバラ・パーマー (1641-1709)                        | 初代クリーブランド女公 初代サウサンプトン伯 バーバラ・パーマー (1641-1709) | 初代クリーブランド女公 初代サウサンプトン伯 バーバラ・パーマー (1641-1709) |  |  |                                                               |                                                               |                                                               |                                                               |                                                               |                                                               |  |  |  |  |
|                                                            |                                                            |                                                            |                                                            |                                                            |                                                            |                                                                                                   |                                                                                                   |                                                                                                   |                                                                                                   |                                                                                                   |                                                                                                   |                                                                            |                                                                            |  |  |                                                               |                                                               |                                                               |                                                               |                                                               |                                                               |  |  |  |  |
|                                                            |                                                            |                                                            |                                                            |                                                            |                                                            |                                                                                                   |                                                                                                   |                                                                                                   |                                                                                                   |                                                                                                   |                                                                                                   |                                                                            |                                                                            |  |  |                                                               |                                                               |                                                               |                                                               |                                                               |                                                               |  |  |  |  |
| 1670年サウサンプトン公爵                                   | 1670年サウサンプトン公爵                                   | 1670年サウサンプトン公爵                                   | 1670年サウサンプトン公爵                                   | 1670年サウサンプトン公爵                                   | 1670年サウサンプトン公爵                                   |                                                                                                   |                                                                                                   | 1675年グラフトン公爵                                                                              | 1675年グラフトン公爵                                                                              | 1675年グラフトン公爵                                                                              | 1675年グラフトン公爵                                                                              | 1675年グラフトン公爵                                                       | 1675年グラフトン公爵                                                       |  |  |                                                               |                                                               |                                                               |                                                               |                                                               |                                                               |  |  |  |  |
| 1670年サウサンプトン公爵                                   | 1670年サウサンプトン公爵                                   | 1670年サウサンプトン公爵                                   | 1670年サウサンプトン公爵                                   | 1670年サウサンプトン公爵                                   | 1670年サウサンプトン公爵                                   | 2代クリーヴランド公 初代サウサンプトン公 2代サウサンプトン伯 チャールズ・フィッツロイ (1662-1730) | 2代クリーヴランド公 初代サウサンプトン公 2代サウサンプトン伯 チャールズ・フィッツロイ (1662-1730) | 2代クリーヴランド公 初代サウサンプトン公 2代サウサンプトン伯 チャールズ・フィッツロイ (1662-1730) | 2代クリーヴランド公 初代サウサンプトン公 2代サウサンプトン伯 チャールズ・フィッツロイ (1662-1730) | 2代クリーヴランド公 初代サウサンプトン公 2代サウサンプトン伯 チャールズ・フィッツロイ (1662-1730) | 2代クリーヴランド公 初代サウサンプトン公 2代サウサンプトン伯 チャールズ・フィッツロイ (1662-1730) | 1675年グラフトン公爵                                                       | 1675年グラフトン公爵                                                       |  |  | 初代グラフトン公 ヘンリー・フィッツロイ (1663-1690)           | 初代グラフトン公 ヘンリー・フィッツロイ (1663-1690)           | 初代グラフトン公 ヘンリー・フィッツロイ (1663-1690)           | 初代グラフトン公 ヘンリー・フィッツロイ (1663-1690)           | 初代グラフトン公 ヘンリー・フィッツロイ (1663-1690)           | 初代グラフトン公 ヘンリー・フィッツロイ (1663-1690)           |  |  |  |  |
|                                                            |                                                            |                                                            |                                                            |                                                            |                                                            | 2代クリーヴランド公 初代サウサンプトン公 2代サウサンプトン伯 チャールズ・フィッツロイ (1662-1730) | 2代クリーヴランド公 初代サウサンプトン公 2代サウサンプトン伯 チャールズ・フィッツロイ (1662-1730) | 2代クリーヴランド公 初代サウサンプトン公 2代サウサンプトン伯 チャールズ・フィッツロイ (1662-1730) | 2代クリーヴランド公 初代サウサンプトン公 2代サウサンプトン伯 チャールズ・フィッツロイ (1662-1730) | 2代クリーヴランド公 初代サウサンプトン公 2代サウサンプトン伯 チャールズ・フィッツロイ (1662-1730) | 2代クリーヴランド公 初代サウサンプトン公 2代サウサンプトン伯 チャールズ・フィッツロイ (1662-1730) |                                                                            |                                                                            |  |  | 初代グラフトン公 ヘンリー・フィッツロイ (1663-1690)           | 初代グラフトン公 ヘンリー・フィッツロイ (1663-1690)           | 初代グラフトン公 ヘンリー・フィッツロイ (1663-1690)           | 初代グラフトン公 ヘンリー・フィッツロイ (1663-1690)           | 初代グラフトン公 ヘンリー・フィッツロイ (1663-1690)           | 初代グラフトン公 ヘンリー・フィッツロイ (1663-1690)           |  |  |  |  |
| クリーヴランド公爵家へ                                     |                                                            |                                                            |                                                            |                                                            |                                                            |                                                                                                   |                                                                                                   |                                                                                                   |                                                                                                   |                                                                                                   |                                                                                                   |                                                                            |                                                                            |  |  |                                                               |                                                               |                                                               |                                                               |                                                               |                                                               |  |  |  |  |
|                                                            |                                                            |                                                            |                                                            |                                                            |                                                            |                                                                                                   |                                                                                                   | 2代グラフトン公 チャールズ・フィッツロイ (1683-1757)                                              |                                                                                                   |                                                                                                   |                                                                                                   |                                                                            |                                                                            |  |  |                                                               |                                                               |                                                               |                                                               |                                                               |                                                               |  |  |  |  |
|                                                            |                                                            |                                                            |                                                            |                                                            |                                                            |                                                                                                   |                                                                                                   |                                                                                                   |                                                                                                   |                                                                                                   |                                                                                                   |                                                                            |                                                                            |  |  |                                                               |                                                               |                                                               |                                                               |                                                               |                                                               |  |  |  |  |
|                                                            |                                                            |                                                            |                                                            |                                                            |                                                            |                                                                                                   |                                                                                                   | オーガスタス・フィッツロイ (1716-1741)                                                            |                                                                                                   |                                                                                                   |                                                                                                   |                                                                            |                                                                            |  |  |                                                               |                                                               |                                                               |                                                               |                                                               |                                                               |  |  |  |  |
|                                                            |                                                            |                                                            |                                                            |                                                            |                                                            |                                                                                                   |                                                                                                   |                                                                                                   |                                                                                                   |                                                                                                   |                                                                                                   |                                                                            |                                                                            |  |  |                                                               |                                                               |                                                               |                                                               |                                                               |                                                               |  |  |  |  |
|                                                            |                                                            |                                                            |                                                            |                                                            |                                                            |                                                                                                   |                                                                                                   |                                                                                                   |                                                                                                   |                                                                                                   |                                                                                                   |                                                                            |                                                                            |  |  |                                                               |                                                               |                                                               |                                                               |                                                               |                                                               |  |  |  |  |
|                                                            |                                                            |                                                            |                                                            |                                                            |                                                            |                                                                                                   |                                                                                                   | 1780年サウサンプトン男爵                                                                          |                                                                                                   |                                                                                                   |                                                                                                   |                                                                            |                                                                            |  |  |                                                               |                                                               |                                                               |                                                               |                                                               |                                                               |  |  |  |  |
| 3代グラフトン公 オーガスタス・フィッツロイ (1735-1811)     | 3代グラフトン公 オーガスタス・フィッツロイ (1735-1811)     | 3代グラフトン公 オーガスタス・フィッツロイ (1735-1811)     | 3代グラフトン公 オーガスタス・フィッツロイ (1735-1811)     | 3代グラフトン公 オーガスタス・フィッツロイ (1735-1811)     | 3代グラフトン公 オーガスタス・フィッツロイ (1735-1811)     |                                                                                                   |                                                                                                   | 初代サウサンプトン男爵 チャールズ・フィッツロイ (1737–1797)                                       | 初代サウサンプトン男爵 チャールズ・フィッツロイ (1737–1797)                                       | 初代サウサンプトン男爵 チャールズ・フィッツロイ (1737–1797)                                       | 初代サウサンプトン男爵 チャールズ・フィッツロイ (1737–1797)                                       | 初代サウサンプトン男爵 チャールズ・フィッツロイ (1737–1797)                | 初代サウサンプトン男爵 チャールズ・フィッツロイ (1737–1797)                |  |  |                                                               |                                                               |                                                               |                                                               |                                                               |                                                               |  |  |  |  |
| 3代グラフトン公 オーガスタス・フィッツロイ (1735-1811)     | 3代グラフトン公 オーガスタス・フィッツロイ (1735-1811)     | 3代グラフトン公 オーガスタス・フィッツロイ (1735-1811)     | 3代グラフトン公 オーガスタス・フィッツロイ (1735-1811)     | 3代グラフトン公 オーガスタス・フィッツロイ (1735-1811)     | 3代グラフトン公 オーガスタス・フィッツロイ (1735-1811)     |                                                                                                   |                                                                                                   | 初代サウサンプトン男爵 チャールズ・フィッツロイ (1737–1797)                                       | 初代サウサンプトン男爵 チャールズ・フィッツロイ (1737–1797)                                       | 初代サウサンプトン男爵 チャールズ・フィッツロイ (1737–1797)                                       | 初代サウサンプトン男爵 チャールズ・フィッツロイ (1737–1797)                                       | 初代サウサンプトン男爵 チャールズ・フィッツロイ (1737–1797)                | 初代サウサンプトン男爵 チャールズ・フィッツロイ (1737–1797)                |  |  |                                                               |                                                               |                                                               |                                                               |                                                               |                                                               |  |  |  |  |
| グラフトン公爵家へ                                         |                                                            |                                                            |                                                            |                                                            |                                                            |                                                                                                   |                                                                                                   |                                                                                                   |                                                                                                   |                                                                                                   |                                                                                                   |                                                                            |                                                                            |  |  |                                                               |                                                               |                                                               |                                                               |                                                               |                                                               |  |  |  |  |
|                                                            |                                                            |                                                            |                                                            |                                                            |                                                            |                                                                                                   |                                                                                                   | 2代サウサンプトン男爵 ジョージ・フィッツロイ (1761–1810)                                          |                                                                                                   |                                                                                                   |                                                                                                   |                                                                            |                                                                            |  |  |                                                               |                                                               |                                                               |                                                               |                                                               |                                                               |  |  |  |  |
|                                                            |                                                            |                                                            |                                                            |                                                            |                                                            |                                                                                                   |                                                                                                   |                                                                                                   |                                                                                                   |                                                                                                   |                                                                                                   |                                                                            |                                                                            |  |  |                                                               |                                                               |                                                               |                                                               |                                                               |                                                               |  |  |  |  |
|                                                            |                                                            |                                                            |                                                            |                                                            |                                                            |                                                                                                   |                                                                                                   | 3代サウサンプトン男爵 チャールズ・フィッツロイ (1804–1872)                                        |                                                                                                   |                                                                                                   |                                                                                                   |                                                                            |                                                                            |  |  |                                                               |                                                               |                                                               |                                                               |                                                               |                                                               |  |  |  |  |
|                                                            |                                                            |                                                            |                                                            |                                                            |                                                            |                                                                                                   |                                                                                                   |                                                                                                   |                                                                                                   |                                                                                                   |                                                                                                   |                                                                            |                                                                            |  |  |                                                               |                                                               |                                                               |                                                               |                                                               |                                                               |  |  |  |  |
|                                                            |                                                            |                                                            |                                                            |                                                            |                                                            |                                                                                                   |                                                                                                   |                                                                                                   |                                                                                                   |                                                                                                   |                                                                                                   |                                                                            |                                                                            |  |  |                                                               |                                                               |                                                               |                                                               |                                                               |                                                               |  |  |  |  |
|                                                            |                                                            |                                                            |                                                            |                                                            |                                                            |                                                                                                   |                                                                                                   |                                                                                                   |                                                                                                   |                                                                                                   |                                                                                                   |                                                                            |                                                                            |  |  | 1943年ダヴェントリー子爵                                      |                                                               |                                                               |                                                               |                                                               |                                                               |  |  |  |  |
| 4代サウサンプトン男爵 チャールズ・フィッツロイ (1867–1958) | 4代サウサンプトン男爵 チャールズ・フィッツロイ (1867–1958) | 4代サウサンプトン男爵 チャールズ・フィッツロイ (1867–1958) | 4代サウサンプトン男爵 チャールズ・フィッツロイ (1867–1958) | 4代サウサンプトン男爵 チャールズ・フィッツロイ (1867–1958) | 4代サウサンプトン男爵 チャールズ・フィッツロイ (1867–1958) |                                                                                                   |                                                                                                   | エドワード・フィッツロイ (1869-1943)                                                              | エドワード・フィッツロイ (1869-1943)                                                              | エドワード・フィッツロイ (1869-1943)                                                              | エドワード・フィッツロイ (1869-1943)                                                              | エドワード・フィッツロイ (1869-1943)                                       | エドワード・フィッツロイ (1869-1943)                                       |  |  | 初代ダヴェントリー女子爵 ミュリエル・フィッツロイ (1869-1962) | 初代ダヴェントリー女子爵 ミュリエル・フィッツロイ (1869-1962) | 初代ダヴェントリー女子爵 ミュリエル・フィッツロイ (1869-1962) | 初代ダヴェントリー女子爵 ミュリエル・フィッツロイ (1869-1962) | 初代ダヴェントリー女子爵 ミュリエル・フィッツロイ (1869-1962) | 初代ダヴェントリー女子爵 ミュリエル・フィッツロイ (1869-1962) |  |  |  |  |
| 4代サウサンプトン男爵 チャールズ・フィッツロイ (1867–1958) | 4代サウサンプトン男爵 チャールズ・フィッツロイ (1867–1958) | 4代サウサンプトン男爵 チャールズ・フィッツロイ (1867–1958) | 4代サウサンプトン男爵 チャールズ・フィッツロイ (1867–1958) | 4代サウサンプトン男爵 チャールズ・フィッツロイ (1867–1958) | 4代サウサンプトン男爵 チャールズ・フィッツロイ (1867–1958) |                                                                                                   |                                                                                                   | エドワード・フィッツロイ (1869-1943)                                                              | エドワード・フィッツロイ (1869-1943)                                                              | エドワード・フィッツロイ (1869-1943)                                                              | エドワード・フィッツロイ (1869-1943)                                                              | エドワード・フィッツロイ (1869-1943)                                       | エドワード・フィッツロイ (1869-1943)                                       |  |  | 初代ダヴェントリー女子爵 ミュリエル・フィッツロイ (1869-1962) | 初代ダヴェントリー女子爵 ミュリエル・フィッツロイ (1869-1962) | 初代ダヴェントリー女子爵 ミュリエル・フィッツロイ (1869-1962) | 初代ダヴェントリー女子爵 ミュリエル・フィッツロイ (1869-1962) | 初代ダヴェントリー女子爵 ミュリエル・フィッツロイ (1869-1962) | 初代ダヴェントリー女子爵 ミュリエル・フィッツロイ (1869-1962) |  |  |  |  |
|                                                            |                                                            |                                                            |                                                            |                                                            |                                                            |                                                                                                   |                                                                                                   |                                                                                                   |                                                                                                   |                                                                                                   |                                                                                                   |                                                                            |                                                                            |  |  |                                                               |                                                               |                                                               |                                                               |                                                               |                                                               |  |  |  |  |
|                                                            |                                                            |                                                            |                                                            |                                                            |                                                            |                                                                                                   |                                                                                                   |                                                                                                   |                                                                                                   |                                                                                                   |                                                                                                   | ダヴェントリー子爵家へ                                                     |                                                                            |  |  |                                                               |                                                               |                                                               |                                                               |                                                               |                                                               |  |  |  |  |
| 5代サウサンプトン男爵 チャールズ・フィッツロイ (1904–1989) |                                                            |                                                            |                                                            |                                                            |                                                            |                                                                                                   |                                                                                                   |                                                                                                   |                                                                                                   |                                                                                                   |                                                                                                   |                                                                            |                                                                            |  |  |                                                               |                                                               |                                                               |                                                               |                                                               |                                                               |  |  |  |  |
|                                                            |                                                            |                                                            |                                                            |                                                            |                                                            |                                                                                                   |                                                                                                   |                                                                                                   |                                                                                                   |                                                                                                   |                                                                                                   |                                                                            |                                                                            |  |  |                                                               |                                                               |                                                               |                                                               |                                                               |                                                               |  |  |  |  |
| 6代サウサンプトン男爵 チャールズ・フィッツロイ (1928–2015) |                                                            |                                                            |                                                            |                                                            |                                                            |                                                                                                   |                                                                                                   |                                                                                                   |                                                                                                   |                                                                                                   |                                                                                                   |                                                                            |                                                                            |  |  |                                                               |                                                               |                                                               |                                                               |                                                               |                                                               |  |  |  |  |
|                                                            |                                                            |                                                            |                                                            |                                                            |                                                            |                                                                                                   |                                                                                                   |                                                                                                   |                                                                                                   |                                                                                                   |                                                                                                   |                                                                            |                                                                            |  |  |                                                               |                                                               |                                                               |                                                               |                                                               |                                                               |  |  |  |  |
| 7代サウサンプトン男爵 エドワード・フィッツロイ (1955-)     |                                                            |                                                            |                                                            |                                                            |                                                            |                                                                                                   |                                                                                                   |                                                                                                   |                                                                                                   |                                                                                                   |                                                                                                   |                                                                            |                                                                            |  |  |                                                               |                                                               |                                                               |                                                               |                                                               |                                                               |  |  |  |  |
|                                                            |                                                            |                                                            |                                                            |                                                            |                                                            |                                                                                                   |                                                                                                   |                                                                                                   |                                                                                                   |                                                                                                   |                                                                                                   |                                                                            |                                                                            |  |  |                                                               |                                                               |                                                               |                                                               |                                                               |                                                               |  |  |  |  |
| チャールズ・フィッツロイ (1983-) (法定推定相続人)          |                                                            |                                                            |                                                            |                                                            |                                                            |                                                                                                   |                                                                                                   |                                                                                                   |                                                                                                   |                                                                                                   |                                                                                                   |                                                                            |                                                                            |  |  |                                                               |                                                               |                                                               |                                                               |                                                               |                                                               |  |  |  |  |